# Октябрьский (Родионово-Несветайский район)
Октя́брьский — хутор в Родионово-Несветайском районе Ростовской области.
Входит в состав Кутейниковского сельского поселения.

## География

### Улицы
| - ул. Будённовская, - ул. Заречная, - ул. Зелёная, - ул. Клубная, | - ул. Подгорная, - ул. Садовая, - ул. Толмачева, - ул. Цветочная, | - пер. Днепровский, - пер. Мирный, - пер. Орбитальный, - пер. Солнечный. |

## История
В 1775 году было выделено место под хутор протопопу Петру Осодоровичу Волошиновскому. Хутор называли Волошиновский, Протопопов или Протопоповский, с 1920-х — Будённый (в честь Будённого Семёна Михайловича).
В 1958 году указом Президиума Верховного Совета РСФСР хутор Будённовка переименован в хутор Октярьский.

## Население
| 2010 |
| ---- |
| 118  |